# Janq'u Uma
Janq'u Uma (aymara janq'u vit, uma vatten, också Ancohuma, Hankouma, Jankho Uma, Jankhouma, Janq'uma) är det tredje högsta berget i Bolivia, efter Sajama och Illimani, och är 6 427 m högt. Berget finns i Anderna, öster om Titicacasjön, strax söder om det nästan lika höga berget Illampu. Det ligger i departementet La Paz, i den västra delen av landet, 500 km nordväst om huvudstaden Sucre.
Terrängen runt Janq'u Uma är bergig västerut, men österut är den kuperad. Nevado Ancohuma är den högsta punkten i trakten. Trakten är glest befolkad. Närmaste större samhälle är Sorata, 13,8 km nordväst om Nevado Ancohuma.
Trots att Janq'u Uma är högre än Illampu är den lättare att bestiga. Berget bestegs första gången den 11 juni 1919 av Rudolf Dienst och Adolf Schulze, som tog den rutt som än idag anses vara den lättaste via den sydvästra sluttningen.